# Podwzgórze

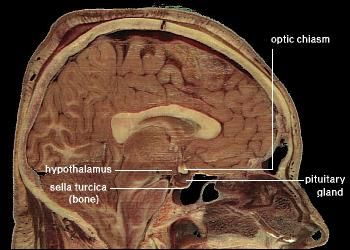
Lokalizacja podwzgórza w mózgowiu człowieka

Podwzgórze (łac. hypothalamus, z gr. ὑπó „pod”, θάλαμος „izba, sypialnia”) – niewielka struktura mózgu kręgowców zlokalizowana w brzusznej części międzymózgowia.
Jest to ośrodek pełniący szczególną rolę w regulacji procesów fizjologicznych składających się na homeostazę organizmu, będąc końcowym elementem drogi efektorowego układu endokrynomotorycznego.
Neurony podwzgórza wydzielają neurohormony, regulujące pracę gruczołów hormonalnych przysadki mózgowej, które to wywierają bezpośredni wpływ na funkcje komórek ciała. W ten sposób podwzgórze stanowi połączenie między ośrodkowym układem nerwowym (OUN), z którego do podwzgórza docierają sygnały informujące o bodźcach z układem wewnątrzwydzielniczym, którego prace podwzgórze reguluje.
Regulacji podwzgórza podlegają następujące funkcje organizmu:
- głód
- pragnienie
- metabolizm
- rytm dobowy
- sen
- temperaturę ciała
- funkcje rozrodcze i zachowania rodzicielskie
- zachowania międzyosobnicze.

## Anatomia
Podwzgórze znajduje się między skrzyżowaniem nerwów wzrokowych z przodu, a ciałami suteczkowatymi z tyłu oraz między wzgórzem od strony grzbietowej a przysadką mózgu położoną brzusznie.
Podwzgórze obejmuje ściany boczne  i brzuszną III komory mózgu.
Neurony budujące podwzgórze tworzą anatomiczne i funkcjonalne skupiska nazywane jądrami.
W przedniej części podwzgórza znajdują się jądra:
- płciowodwupostaciowe
- nadwzrokowe
- przykomorowe
- nadskrzyżowaniowe

W części środkowej (guzowej) znajdują się jądra:
- brzuszno-przyśrodkowe
- grzbietowo-przyśrodkowe
- guzowo-suteczkowe
- łukowate

W części bocznej znajduje się jądro:
- boczne

W części tylnej (sutkowatej) znajdują się jądra:
- suteczkowe przyśrodkowe
- suteczkowe boczne
- przedsuteczkowe
- tylne

## Neurotransmitery podwzgórza
Neurony podwzgórza syntetyzują około 20 ważnych związków o właściwościach hormonów lub neuroprzekaźników.
Neuroprzekaźniki:
- noradrenalina
- dopamina
- serotonina
- acetylocholina
- glutaminian
- GABA

Neuropeptydy:
- wazopresyna
- oksytocyna
- kortykoliberyna
- tyreoliberyna
- neuropeptyd Y
- leptyna

oraz tlenek azotu.

## Hormony podwzgórza
Hormony biorące udział w regulacji wydzielania przedniego płata przysadki:
- kortykoliberyna
- tyreoliberyna
- gonadoliberyna
- somatoliberyna
- somatostatyna
- prolaktoliberyna
- prolaktostatyna

Hormony biorące udział w regulacji wydzielania pośredniego płata przysadki:
- melanoliberyna
- melanostatyna

Wydzielane hormony magazynowane w tylnym płacie przysadki:
- wazopresyna
- oksytocyna

## Funkcja
Podwzgórze zawiera ważne ośrodki kierujące czynnością autonomicznego układu nerwowego, gospodarką wodną organizmu (regulacją ilości wody i odczuwaniem pragnienia), termoregulacją, czynnością gruczołów wewnątrzwydzielniczych, pobieraniem pokarmu (głód i sytość), przemianą tłuszczów, przemianą węglowodanów (cukrów), snem i czuwaniem, czynnościami seksualnymi (cyklami układu rozrodczego, popędem seksualnym) oraz reakcjami emocjonalnymi. Czynność podwzgórza pozostaje w ścisłym związku z przysadką mózgową.
Podwzgórze jest także ośrodkiem preferencji seksualnych. Pełni odmienne funkcje u mężczyzn i u kobiet. U mężczyzn reguluje przepływ hormonów w taki sposób, żeby znajdowały się na stałym poziomie. U kobiet podwzgórze reaguje na wysoki poziom hormonu hamując jego wydzielanie, a gdy jest on niski – znów pobudzając.
Podwzgórze stanowi wierzchołek trójkąta łączący bezpośrednio biochemiczny kanał łączności z kanałami nerwowymi. Tą drogą wszelkiego rodzaju procesy psychiczne mogą wpływać na zmianę funkcji biochemicznych organizmu żywego. Szczególną pozycję w łączności mózgu z narządami wewnętrznymi zajmują aminy katecholowe: adrenalina i noradrenalina.
Na podstawie doświadczeń na szczurach stwierdzono, że w podwzgórzu zlokalizowany jest ośrodek przyjemności. Przez podwzgórze do kory nerwowej przepływają bodźce czuciowe, dlatego podwzgórze nazywane jest podkorowym ośrodkiem czucia.